# Дикие пальмы (мини-сериал)
«Дикие пальмы» (англ. Wild Palms) — мини-сериал из 5 эпизодов, снятый телекомпанией «American Broadcasting Company» (США) в 1992—1993 годах. Драма, кинофантастика в стилистике антиутопии и многочисленными жанровыми элементами детектива. Руководитель проекта — Оливер Стоун. Снят на основе комиксов по сюжету Брюса Вагнера, опубликованных в журнале «Details» в 1990—1993 годах.

## Сюжет
Действие фильма развивается в ближайшем (по отношению ко времени съёмок сериала) будущем — 2007 году. Гарри Уиккофф (Белуши), его жена Грейс (Дилейни) и двое детей живут в престижном районе Лос-Анджелеса. Гарри — востребованный адвокат по патентному праву, получает работу в крупной вещательной корпорации «Дикие Пальмы». Ещё недавно, работая в юридической фирме, он успешно вёл судебное дело против этой компании, поэтому приглашение на пост с высокой оплатой выглядит достаточно двусмысленно. Собственник корпорации сенатор Антон Крейцер (Лоджиа) кроме политики и бизнеса увлечён созданным им религиозным учением Синтионика (прямая аллюзия на саентологию) и философским направлением Нового Реализма. Компания ведёт активные разработки по созданию трёхмерного телевидения. Изучая дела фирмы, Уиккофф понимает, что виртуальные программы — не только техническая новинка, но и инструмент воздействия на волю зрителя. Кроме того, корпорация разрабатывает препарат по изменению сознания — галлюциноген мемизин. Всё более Гарри погружается в тайны настоящей реальности, где многолетнюю битву ведут два политических клана: «Друзья» и «Отцы». Эти знания связывают его сетью интриг, измен и убийств.

## Актёры и персонажи
- Джеймс Белуши — Гарри Уиккофф
- Дана Дилейни — Грейс Уиккофф
- Роберт Лоджиа — сенатор Антон Крейцер
- Ким Кэттролл — Пейдж Кац'
- Энджи Дикинсон — Джози Ито
- Эрни Хадсон — Томми Ласло
- Биби Нойвирт — Табба Шфарцкопф
- Ник Манкузо — художник Талли Вайвуд
- Боб Гантон — доктор Тобиан Шенкель
- Оливер Стоун — камео
- Уильям Гибсон — камео

## Критика и отзывы
Журнал «Entertainment Weekly» опубликовал следующие отзывы о сериале:
- Джеймс Белуши: «Он (сериал) очень тяжёл и сложен — возможно, некоторые зрители так и не докопаются до сути. Я снимался в этом шоу 12 недель, я создавал его, я пересматривал его, и всё равно остались вещи, которых я не уловил»
- Дана Дилейни: «Это футуристическая мелодрама с примесью виртуальной реальности. Вы не должны даже пытаться понять это. Просто пусть она переливается в вас, принося наслаждение каждой сценой, а к концу всё будет иметь смысл…»
- Роберт Лоджиа: «Мне эта постановка напоминает кровавые трагедии в духе „Герцогини Мальфи“ или греческий миф о Медее. Сюжет, где вы сталкиваетесь с кровосмешением и предательством, заставит кого-то заплакать».

Обозреватель «The New York Times» отозвался о фильме, как о «потрясающем и действительно диком шестичасовом сериале, похожем на ядовитую фантазию уродца, пропитанную паранойей и аллюзиями поп-культуры».
По опросу британского издания «Broadcast» сериал занял четвёртое место в списке самых бездарных произведений американского телевидения.